# 宮古丸
宮古丸（みやこまる）は、大阪商船が1914年（大正3年）に建造した内航用貨客船。九州や沖縄、台湾方面の定期船として運航された。太平洋戦争中の1944年（昭和19年）8月に徳之島近海を航行中、アメリカ海軍潜水艦により撃沈され、民間乗客ら約300人が死亡した。沖縄戦関連の戦没船として数えられることがある。
なお、琉球海運も1959年（昭和34年）に同名の貨客船「宮古丸」を建造している。

## 船歴
「宮古丸」は、大阪商船が、造船奨励法の適用を受けて「那覇丸」「八重山丸」の同型船2隻とともに竣工させた小型貨客船である。建造所は姉妹船3隻で異なっており、本船は大阪鉄工所桜島工場で1914年7月18日に進水して「宮古丸」と命名されたのに対し、「那覇丸」は藤永田造船所、「八重山丸」は神戸三菱造船所で建造された。船名は宮古島などいずれも沖縄の地名に由来するが、沖縄航路専用船として設計されたわけではなく、主に大阪港・鹿児島港間の定期航路用として建造された船であった。
竣工した「宮古丸」は、大阪から神戸港を経由して鹿児島に至り、さらに奄美大島名瀬港を経て沖縄本島那覇港までも足を延ばす航路に就航した。その後、先島諸島方面にも就航したが、1919年（大正8年）に沖縄県の要望に応えて、従来は「大義丸」（1492総トン）1隻だけであった大阪商船の鹿児島・那覇間の定期航路増強へ投入された。1921年（大正10年）12月9日には、航海の途中で諏訪之瀬島の噴火を目撃し、観察記録を残している。1922年（大正11年）に「宮古丸」は鹿児島・基隆港間の定期航路へ移され、さらに1932年（昭和7年）には台湾東岸航路へ移っていたが、1937年（昭和12年）に鹿児島・名瀬・那覇間の定期航路に戻された。また、1924年10月31日には西表島北北東海底火山の噴火を初めて観測している。
1941年（昭和16年）の太平洋戦争勃発後も、「宮古丸」は基本的に鹿児島・名瀬・那覇を結ぶ定期民間船として運航された。船舶運営会の設置後は、その使用船の形式となっている。1941年から南西諸島へ送る部隊や補給物資などの軍事輸送にも使用され、1942年（昭和17年）には陸軍による徴用も検討されたが、徴用を避けて運送契約による方式が採られた。アメリカ潜水艦による通商破壊が沖縄方面でも行われたため、護送船団に組み込んでの運航も行われた。1944年（昭和19年）7月3日には、タカ604船団（輸送船9隻・護衛艦10隻）に加入して鹿児島へ向かう途中、同行の貨物船「大倫丸」（大阪商船：6,862総トン）がアメリカ潜水艦「スタージョン」に撃沈されるなど安全な航路ではなかった。
1944年8月5日、「宮古丸」は、後述のように小型艇3隻に護衛されて沖縄本島へ向かう途中、アメリカ潜水艦「バーベル」の雷撃を受けて沈没した。

## 撃沈
「宮古丸」の最後の航海となったのは、沖縄本島に向かう定期航海であった。「対馬丸」などと並んで沖縄戦関連の戦没船として数えられることがあるが、疎開船としての運航ではない。乗客は343人で、船舶通信部隊や軍鳩輸送担当の軍人70人・軍属50人・女子挺身隊員13人を含んでいた。貨物は、軍需品44トンと郵便物120個を積んでいた。
8月5日午前7時前、「宮古丸」は加計呂麻島俵港を那覇港へ向けて出港した。他の商船と船団を組んではおらず、本船1隻に対し第一号型駆潜特務艇である第25・第27・第43号駆潜特務艇が護衛として付けられた。護衛艦は木造漁船型の低性能なもので、「宮古丸」が先頭に立って護衛艦3隻を引率するような隊形で航行した。航行速力も「宮古丸」のみなら9.5ノットで航行可能であったが、護衛艦に合わせて6.5ノットに抑えた。駒宮真七郎は、前路警戒が不十分な隊形であり、護衛艦の能力が直衛には不適切であったと評している。
雷撃を予防するため之字運動C法のジグザグ航行で進んだが、乗客らが昼食を取っていた同日12時35分頃、徳之島南方11km付近（日本側記録：北緯27度34分 東経128度55分 / 北緯27.567度 東経128.917度、アメリカ側記録：北緯27度36分 東経128度54分 / 北緯27.600度 東経128.900度）でアメリカ潜水艦「バーベル」の雷撃を受けた。魚雷は船体中央や後部に命中し、船首を直立させた状態となりながら急速に沈没した。乗客は緊急時以外に甲板へ出ることを禁じられていたこともあって脱出が難しく、救助された乗客は73人だけで、残る270人が死亡した。船員52人のうち15人と海軍警戒隊員4人も戦死し、死者は総計289人に上った。遭難の連絡を受けた奄美大島の大島防備隊（司令：副島冨士太郎大佐）は、翌6日早朝に特設掃海艇「宝永丸」（日本海洋漁業統制：219総トン）、特設監視艇「北洋丸」（西大洋漁業：80総トン）、「第一号海洋丸」（北元德藏：143総トン）および漁船4隻を対潜掃討に出撃させたが、「バーベル」を捕捉できなかった。
1987年（昭和62年）に那覇市若狭の旭が丘公園に「海鳴りの像」と題する慰霊碑が建立され、2007年（平成19年）には犠牲者名を記した刻銘板が設置されている。また、2001年（平成13年）には、日本政府主催で「対馬丸」遺族などと合同の洋上慰霊祭が客船「ふじ丸」を使って行われた。